# Sant Miquel del Fai (església)
Sant Miquel del Fai és l'església romànica del monestir del mateix nom, pertanyent al terme municipal de Bigues i Riells, al Vallès Oriental, però al mateix límit amb el terme de Sant Quirze Safaja, del Moianès.

## Situació
L'església està situada sota una balma a l'esquerra del Rossinyol, just al damunt de l'espectacular salt d'aigua del Rossinyol. És un dels edificis que formen part del monestir de Sant Miquel del Fai.

## Història
El priorat de Sant Miquel del Fai va ser un lloc de culte habitat per una comunitat de monjos benedictins des del segle x fins al segle xvi. Va ser fundat per Gombau de Besora, senyor feudatari del Castell de Montbui, després de comprar l'11 de juny del 997 la cova on es venera sant Miquel Arcàngel (speleam suam, cum venerandis titulis que infra sunt, quod est sanctum Michaelem Archangelum. El 1006 ja funcionava el monestir com a tal, aprofitant com a església la primitiva de Sant Miquel del Fai.

## Característiques
Es tracta d'un edifici enterament construït sota la gran bauma oberta pel Rossinyol enmig dels dos salts d'aigua consecutius que fa en aquest lloc. És l'església troglodítica més gran conservada a Catalunya. Bona part de la façana de migdia, amb la porta d'entrada, amb un arc de mig punt ornat amb una arquivolta i dues columnes amb capitells de motius vegetals, pertany al temple romànic, que va ser ampliat en època gòtica. A banda i banda de la porta hi ha dos arcosolis amb antigues tombes, carners o sarcòfags, on es van enterrar els fundadors del monestir, Gombau de Besora, senyor feudatari de la baronia i del Castell de Montbui i alguns familiars seus. En un d'aquests arcosolis hi ha encastada l'ara de l'altar romànic de l'església.
Corona la façana de migdia una espadanya baixa, atès que el sostre de la bauma no li permet de tenir més alçada. El sostre de l'església és el de la bauma. Fotografies antigues permeten de veure que la façana estava ornamentada a la part superior, on s'unia al sostre de la bauma, per una cornisa també romànica. Aquesta cornisa va desaparèixer en alguna de les maldestres i abusives restauracions que es van fer en el lloc sense cap mena de criteri.

## La Creu de Riells
Al Museu Diocesà de Barcelona es conserva una creu romànica d'argent procedent d'aquesta església, coneguda en els estudis que en parlen com a creu de Riells. Fa 85 cm d'alçada per 54 d'amplada i 3 de gruix, amb un pes d'uns 4 kg. Fou netejada i consolidada el 1985-86. És un exemplar molt interessant, que ha estat objecte de diversos estudis.